# Skrzelotchawki
Skrzelotchawki – narządy oddechowe występujące u larw wodnych owadów, służące do oddychania w wodzie. Mają postać blaszkowatych lub nitkowatych uwypuklenia ścianek ciała z tchawkami wewnątrz. U różnych owadów mogą być one umiejscowione w różnych miejscach ciała, np.: na odnóżach, tułowiu, w końcowym odcinku jelita. Do skrzelotchawek tlen dyfunduje przez powłokę ciała, dalej rozprowadzany jest po organizmie w zamkniętym systemem tchawek.

## Występowanie

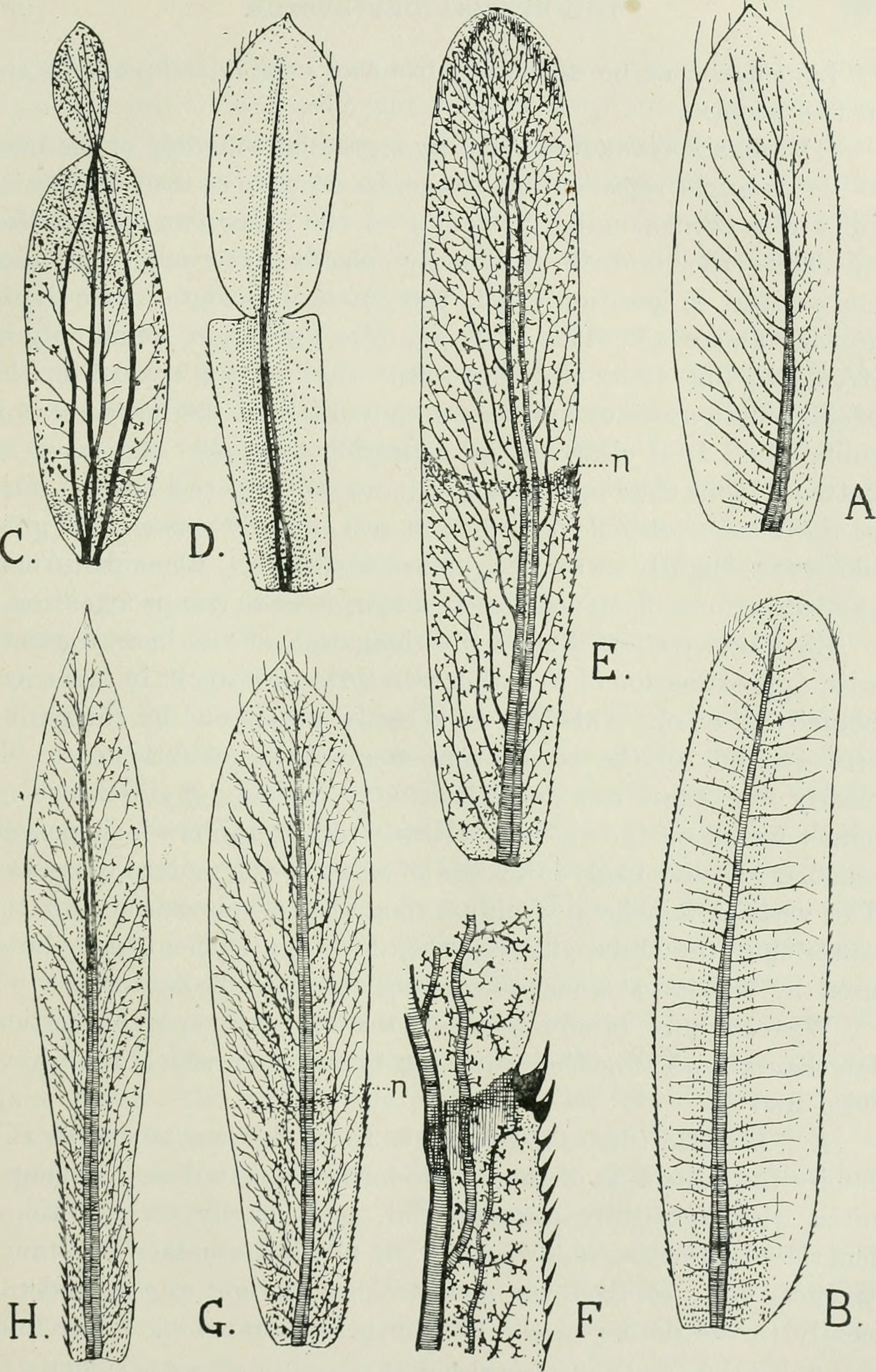
Skrzelotchawki ważek równoskrzydłych

Larwy jętek mają 5-7 par skrzelotchawek umieszczonych po bokach odwłoka, czasem zawijających się na grzbiet. U niektórych dwie pierwsze pary mogą się znacznie różnić od pozostałych, np. być zredukowane lub tworzyć łuski okrywające. Skrzelotchawki siódmej pary są mniejsze od reszty. Skrzelotchawki jętek są zazwyczaj ruchome, płatkowate (listkowate, wydłużone, pierzaste). Zróżnicowane u różnych taksonów – pojedyncze lub podwójne, z dodatkowymi włoskami itp. Mogą również występować poza odwłokiem – pod odnóżami lub szczękami.
Larwy ważek równoskrzydłych mają skrzelotchawki umieszczone po trzy na końcu odwłoka. Są one listkowate. Natomiast u ważek różnoskrzydłych brak jest wystających skrzelotchawek, a obecne są skrzela rektalne, czyli zespół wyrostków wewnątrz jelita tylnego. Skrzelotchawki ważek równoskrzydłych składają się z części bazalnej (nasadowej) i dystalnej (zewnętrznej) połączonych szwem – linią nodalną. Przebiega przez nie główny pień tchawkowy z rozgałęzieniami. Skrzelotchawki po linieniu odrastają mniejsze. Larwy świtezianek wyróżniają się masywnymi skrzelotchawkami o trójkątnym przekroju, podczas gdy pozostałe ważki mają je płaskie.
U larw widelnic skrzelotchawki są umieszczone na spodzie tułowia, czasem też na ostatnim segmencie odwłoka. Mają postać nitkowatych lub palcowatych wyrostków.
Larwy wielkoskrzydłych mają różne skrzelotchawki w różnych stadiach. Początkowo nieczłonowane, później pięcioczłonowe, położone parzyście na pierwszych siedmiu segmentach odwłoka. Mają postać zwężających się wyrostków i są silnie owłosione. Zawijają się na grzbiet.
Dla larw sieciarek z rodzaju Sisyra charakterystyczne są skrzelotchawki na segmentach odwłoka od 1. do 7. po ich brzusznej stronie. Są trójczłonowe i pojawiają się w drugim stadium. Muchówki mikozkowate mają skrzelotchawki na odwłoku po bokach przyssawek brzusznych. Skrzelotchawki występują u niektórych wodnych gąsienic motyli, np. z rodziny wachlarzykowatych, u części larw chruścików na tułowiu lub odwłoku, larw niektórych chrząszczy na odwłoku.
Niektóre larwy w młodszych stadiach oddychają całą powierzchnią ciała i dopiero w kolejnych stadiach wytwarzają skrzelotchawki